# 柳林桥街道
柳林桥街道，是中华人民共和国河北省邯郸市丛台区下辖的一个乡镇级行政单位。

## 行政区划
柳林桥街道下辖以下地区：
柳林桥社区、春厂社区、东庄社区、中柳一社区、中柳二社区、中柳林社区和柳林社区。